# Anton Mauve
Anton Rudolf Mauve (Zaandam, 18 de setembro de 1838 — 5 de fevereiro de 1888) foi um pintor realista holandês, cujo trabalho, desde muito cedo, influenciou o primo Vincent van Gogh.
Mauve nasceu numa família de um pastor batista, que foi enviado a Haarlem um ano após o nascimento de Anton. Seu trabalho prematuro pode ser atribuído à escola Hegue. Quando Mauve mudou-se para Laren em 1886, foi um dos pregadores na escola Laren, junto com Jozef Israëls e Albert Neuhuys.
Muito do trabalha de Anton mostra pessoas e animais ao ar-livre. Em seu passeio matutino no Rijksmuseum são vistos cavaleiros na costa do mar longe do espectador montando. Um detalhe não convencional - cavalos no primeiro plano - atestam seu compromisso com o realismo. E de fato ele é principalmente conhecido por pinturas de camponeses trabalhando nos campos, e especialmente cenas de pastoreio de ovelhas. Suas pinturas de rebanhos de ovelhas eram especialmente populares entre burgueses estadounidenses.